# Silent Hill Homecoming
A Silent Hill: Homecoming a hatodik része a Silent Hill című túlélőhorror számítógépes játék sorozatnak, amit a Double Helix Games fejlesztett ki. A játékot 2007. július 11-én jelentette be a Konami az E3 sajtótájékoztatón, hozzájuk fűződnek a Silent Hill: Origins jogai. Eszerint Alex Shepherd, a katona hazatér a háborúból szülővárosába Stepherd's Glen-be. A települést teljes zűrzavarban találja, és az öccse eltűnéséről kap hírt. Némi keresés után rálel öccsére, aki beszél neki a Rendről és a Halott város kultuszáról, valamint a település történelméről és saját személyes múltjáról is.
A játék 2008. szeptember 30-án jelent meg Észak-Amerikában PlayStation 3-on és Xbox 360-on, a Microsoft Windows változat Észak-, Közép- és Dél-Amerikában 2008. november 6-án jelent meg kizárólag a Valve Steam nevű digitális kézbesítő szolgálatán keresztül. Minden verzió egyszerre jelent meg Európában, ezen belül a kiskereskedelmi Microsoft Windows változat 2009. február 27-én. A japán kiadás elmaradt. A játék vegyes, de többnyire pozitív kritikát kapott. A kritikusok kiemelték a részletes grafikát, megnyerő hangvilágot és környezetet. Viszont többnyire negatív véleményezést jutott a cselekménynek és bizonyos horror elemeknek. Viszont lényegében megértően tekintettek a fejlesztések összességére.

## Játékmenet
A játékos Alex Stepherdet, a Különleges Erők katonáját irányítja, aki hazatér a tengeren túlról, hogy megtalálja apját, eltűnt öccsét, és az anyját, aki katatóniás állapotba zuhant. Alex felkeresi testvérét, aki elvezeti őt Silent hill-be a Shepherd's Glen-i keresés után.
Összességében a játékmenet hasonlít az eddigi részekére. A játékos felfedez különböző területeket, és különböző tárgyakat talál, amik előre viszik a cselekményt. Az ilyen tárgyak például fényképek, rajzok, amiket Alex naplója belsejébe rejt. Ezeket a játékos bármikor újra megtekintheti. A régiekkel ellentétben itt a játékos képes forgatni a karakter fejét; más felvehető tárgyak, mint lőszerek, fegyverek és életerő-italok pulzáló fényt adnak le, hogy könnyebben észrevehetőek legyenek Fejtörő feladatok is szerepet játszanak a játékban, ezek megfejtéséhez segítséget nyújt Alex naplója. A benne található tárgyakkal meg lehet oldani különböző feladatokat, mint például egy kód beírása. A párbeszédeknél a játékos különböző feleleteket választhat, amik befolyásolják a játék cselekményét.
A kutatás mellett a küzdelem is fontos eleme a játéknak, a játékosnak meg kell védenie magát más ellenséges szörnyekkel szemben. Ellentétben a régi egyszerű szereplőkkel a Homecoming-ban figyelembe veszik Alex harci képzettségét. A játékos használhat könnyű és nehéz támadásokat, és kombinálhatja is ezeket, majd különböző befejező támadásokat hajthat végre a szörny halálát eredményezve. Az ellenségek sebeket is hagynak rajtunk, ami megfelel a támadás által leírt mozdulatnak. Alex most már támadás előtt akkár célozhat is, és végrehajthat különböző manővereket. Közelharci fegyverek, és különböző puskák, sörétesek állnak rendelkezésre, amit később erősebb fegyverekkel helyettesíthetünk. A régiekkel ellentétben a játékos képes teljesen ellenőrzése alatt tartani környezetét a kamera forgatásával, de beállíthat más mozgást a kamerának.

## Cselekmény
|  | Alább a cselekmény részletei következnek! |

A történet elején a játékos egy rémálmon vezeti keresztül Alexet, amiből egy kamionban ébred fel. A járművet a Silent Hill: Origins főhőse, Travis Grady vezeti; eljuttatja Alexet szülővárosába, Shepherd's Glenbe. A város egy távoli felmenőről kapta a nevét, aki felfedezte azt. A település teljesen kihalt, beborítja a köd, az utak megrongálódtak vagy beleomlottak a homályos semmibe. Alex az anyját katatón állapotban találja, a nő arról motyog, hogy az apa elindult megkeresni Josht. A főhős azzal az ígérettel hagyja el anyját, hogy meg fogja találni öccsét.
Alexnek rá kellett jönnie, hogy távolléte alatt sokkal több ember tűnt el a városból, mint hitte. Ezzel a ténnyel akkor szembesül, amikor találkozik gyerekkori barátjával, Elle Hollowayjel, aki "Eltűnt" plakátokat tűzdel ki egy a rendőrség mellett elhelyezkedő táblára.. Ahogy a férfi felfedezi a várost szemtanúja lesz a polgármester Mayor Bartlett és Dr. Fitch halálának. E két személyt rémisztő szörnyteremtmények ölik meg; ha ezek a lények megjelennek a városi környezet átváltozik egy túlvilági (pokoli) helyszínné, amit leginkább a rozsdás színek uralnak. Mindkét világ birtokol egy elveszett gyereket. A rendőrségen Alex szövetségesre lel Deputy Wheeler személyében. Végül megtudja, hogy apjának köze van a város titkaihoz, és próbáljai megoldani a település problémáit, de mielőtt választ kaphatott volna kérdéseire az anyjától a Rend tagjai leütötték őt és elrabolták az anyját. A Rend egy szekta, ami a Halott Város istenét imádja, valamint hitükért embereket is rabolnak.
Alex, Elle és Wheeler szereznek egy hajót, hogy áthajózva a Toluca folyón megkeressék Adamot a Halott Városban, de a Rend elfogja őket. Ellet és Wheelert elviszik a Halott Város börtönébe, ahol Alex megpróbálja megmenteni őket. Itt a főhős megtalálja az anyját egy különös, kereszt alakú, nyújtó állványra felszíjjazva. Ennél a pontnál a játékosnak el kell döntenie, hogy Alex megölje-e kegyelemből az anyját vagy ne, ez a pillanat jelentős hatással lesz a játék kimenetelére. Judge Holloway megmentése és a Wheelertől való elválás után Alex rábukkan a Rend templomára, ahol gyónni kezd neki egy ismeretlen, mert azt hiszi, hogy Alex egy pap. Kis idő után a főhős rájön, hogy az idegen a saját apja. Ekkor a játékos eldöntheti, hogy Alex bocsásson-e meg az apjának vagy ne. Alex nemsokára találkozik az apjával szemtől szemben, mikor az apa elmondja neki, hogy ő sosem volt katona, hanem az elmegyógyintézetben volt egy bizonyos "baleset" óta. Az apja könyörög Alex bocsánatáért mielőtt fölnyársalja és kettévágja a Bogeyman.
Ahogy Alex behatol a Rend földalatti létesítményébe elfogja őt Elle anyja, Judge Holloway. A nő azt mondja, hogy minden baj egy hibás megállapodásnak köszönhető. Százötven évvel ezelőtt a négy alapítócsalád levált a Halott Város Rendjéről, hogy elmehessen Shepherd's Glenbe. Csak úgy mehettek el, hogy meg kellett ígérniük, hogy minden ötven évben feláldoznak egyet a gyerekeik közül. A megállapodás alapján Joey Bartlett, Scarlett Fitch és Nora Holloway sikeresen fel lett áldozva szüleik által de Shepherd áldozata nem járt sikerrel. Így a Rendnek kellett lecsillapítania istenük haragját. Judge Holloway megpróbálja megölni Alexet egy fúrógéppel, de a férfi elkapja a kezét és a fúrót a nő koponyájába vezeti. Elle megmentése után Alex rátalál Wheelerre is, de a férfi súlyosan megsérült. Ez egy újabb döntéshelyzet a játékos számmára: megmenti-e Wheelert vagy nem. Alex ezek után egyedül Josh keresésére indul. Végül rátalál a családok áldozati ketreceire; a Shepherd család listáján az ő neve is szerepel.
Ráeszmélve, hogy ő volt a tervezett áldozat Alexnek eszébe jut egy emlék, ami megmutatja Josh igazi sorsát. Mikor még Alex fiatalabb volt, elvitte az öccsét hajókázni. Josh megmutatta neki az a családi gyűrűt, amit az apja adott neki (Alex helyett). Alex dulakodni kezdett Joshsal, hogy elvegye az ékszert, a harc közben a fiatalabb fiú megcsúszott, és kitörte a nyakát a csónak oldalán, majd beleesett a folyóba. Az apja találta meg a holttestét, majd egy kitörésében kifejtette, hogy Alex "mindent elrontott", hiszen ő volt a "kiválasztott", nem pedig Joshua. Alex nem tudta feldolgozni testvére halálát és elmegyógyintézetbe került. Szülei meg ahelyett, hogy feláldozták volna őt, inkább megtörték a megállapodást. A végső harcnál, amikor Alex küzd a szörnnyel, megtalálja Josh holttestét. Ekkor Alex kap egy utolsó esélyt, hogy szembesüljön a valósággal, és búcsút mondjon testvérének. Alex otthagyja a holttestet és elhagyja a létesítményt.
A játéknak öt befejezése van attól függően, hogy Alex megöli-e az anyját, megbocsát-e az apjának és megmenti-e Wheelert. Ezek a végkifejletek az egyetlen pozitív befejezéstől a három negatív befejezésig terjednek.
Az befejezés a következő:
- Alex Ellel együtt elhagyja Shepherd's Glent. Ez a Jó befejezés.
- Alexet vízbe fojtja az apja.
- Alex a kórházba kerül és elektromos sokk kezelésen esik át.
- Alexet és Ellet elrabolja egy UFO, Wheeler a földről nézi őket.
- Alexet Bogeymanná változtatják.[33]

Ha a játékos összegyüjti Josh összes képét, akkor megtekinthet egy bónusz befejezést az alkotók listája után. Alex belép az otthonába; észre veszi, hogy elöntötte a víz a házat. Felfut a lépcsőn és bekanyarodik a szobájába, ahol meglátja Josht, ahogy ül az emeletes ágy alsó szintjén. Amikor Alex közelít felé, Josh felnéz és azt mondja, "Nagy mosolyt!", majd készít egy fotót Alexről.
|  | Itt a vége a cselekmény részletezésének! |